# Kup europskih prvaka 1994./95. (vaterpolo)
Ovo je trideset i drugo izdanje Kupa europskih prvaka.
Četvrtzavršnica
- Catalunya (Šanjolska) - Amersfoort (Nizozemska) 11:8, 10:8 (21:16)
- Ethnikos (Grčka) - Újpest (Mađarska) 8:12, 5:13 (ukupno 13:25)
- Mladost (Hrvatska) - Posillipo (Italija) 7:6, 10:10 (ukupno 17:16)
- Steaua Bukurešt (Rumunjska) - Spandau (Njemačka) 5:4, 6:8 (ukupno 11:12)

Poluzavršnica
- Catalunya - Mladost 5:4, 6:6 (ukupno 11:10)
- Spandau - Újpest 5:9, 4:8 (ukupno 9:17)

Završnica
- Catalunya - Újpest 7:6, 8:7 (ukupno 15:13)

- sastav Catalunye (prvi naslov): Jesús Rollán, Navarro, Sergi Pedrerol, Jordi Neira, Igor Milanović, Igor Gočanin, Jordi Payà, Francisco Javier García, José María Abarca, Arevalo, Olle, Joaquim Serracanta, P. Garcia